# Shigeru Kasamatsu
Shigeru Kasamatsu (n. 16 iulie 1947, Kumano, Prefectura Mie, Japonia) este un gimnast artistic ce a reprezentat Japonia, medaliat olimpic. A participat la o ediție a Jocurilor Olimpice (1972) în care a câștigat o medalie de aur, o medalie de argint și două medalii de bronz.